# Терукава-Мару
Терукава-Мару (Terukawa Maru) — судно, яке під час Другої світової війни взяло участь у операціях японських збройних сил у Бірмі, на Курильських та Каролінських островах.

## Загальна інформація
Судно спорудили як Nora Maersk в 1934 році на данській верфі Moller A. P. — Odense Staalskibsvaerft для Moller A. P. — Maersk Line.
19 липня 1936-го в районі філіппінського порту Замбоанга на судні виникла пожежа, що призвела до вибуху резервуарів з пальним. 26 липня Nora Maersk відбуксирували до берегу та посадили на мілину. 3 серпня судно поставили на плав, після чого повели на буксирі до Гонконгу. Тут його викупила на аукціоні японська компанія і з вересня 1937 по квітень 1938 воно пройшло відновлення на верфі Osaka Iron Works. В цей період власником судна стала Goyo Shosen, яка дала йому нову назву Терукава-Мару.
По завершенні ремонту судно зафрахтувала Kawasaki Kisen, яка поставила його на свої лінії до Нью-Йорка, Сан-Франциско та Сіеттла. З осені 1941-го Терукава-Мару здійснювало рейси до Центральної і Південної Америки та Індокитаю.

## Воєнна служба
У вересні 1942-го судно реквізували для потреб Імперської армії Японії. 26 вересня Терукава-Мару вийшло у рейс до бірманського Рангуну, звідки 10—14 листопада перейшло до Сінгапуру, а потім прослідувало назад до Японії.
11 грудня 1942-го судно передали Імперському флоту Японії. З 12 грудня 1942 по 15 січня 1943 воно пройшло на верфі Mitsubishi у Кобе переобладнання у флотське судно забезпечення нафтопродуктами (oiler).
Протягом наступних кількох місяців Терукава-Мару здійснило два рейси до Південно-Східної Азії — з 18 січня по 15 лютого 1943-го до Мірі (центр нафтовидобутку на північно-західному узбережжі Борнео), а з 12 березня по 28 квітня до Сінгапуру (неподалік від останнього розташовувались нафтовидобувні райони острова Суматра) та Мірі.
З середини травня 1943-го Терукава-Мару перевели на рейси до північної зони, під час яких судно чотири рази відвідало Парамушир (Курильські острова), а також заходило до Омінато (велика база ВМФ на північному завершенні Хонсю), Аоморі (на березі тієї ж затоки Муцу, що й Омінато) та Отару (західне узбережжя Хоккайдо). 15 серпня 1943, під час четвертого рейсу, Терукава-Мару було атаковане в Японському морі на переході Омінато — Отару підводним човном USS Wahoo. Останній поцілив судно торпедою, яка не здетонувала. Після цього Wahoo сплив, наздогнав Терукава-Мару та випустив ще три торпеди, проте жодного разу не влучив.
29 жовтня — 19 листопада 1943-го судно здійснило рейс із Японії до Сінгапуру, а 2—15 грудня прослідувало звідси у конвої на атол Трук у центральній частині Каролінських островів (тут ще до війни створили потужну базу японського ВМФ, з якої до лютого 1944-го провадились операції у цілому ряді архіпелагів).
20 грудня 1943-го Терукава-Мару під охороною есмінця «Амагірі» рушило на Сайпан (Маріанські острова). Вночі 21 грудня за дві з половиною сотні кілометрів на північ від Труку підводний човен USS Skate поцілив Терукава-Мару двома торпедами, що невдовзі призвело до загибелі судна. При цьому з Труку в район атаки виходили есмінці «Хамакадзе», «Хібікі» та «Інадзума».